# Каргурезь
Каргуре́зь (рос. Каргурезь) — присілок в Ігринському районі Удмуртії, Росія.

## Населення
Населення — 78 осіб (2010; 109 в 2002).
Національний склад станом на 2002 рік:
- удмурти — 96 %

## Урбаноніми[3]
- вулиці — Нагірна, Тополина